# San Pedro Apatlaco
San Pedro Apatlaco är en ort i Mexiko.   Den ligger i kommunen Ayala och delstaten Morelos, i den sydöstra delen av landet, 70 km söder om huvudstaden Mexico City. San Pedro Apatlaco ligger 1 291 meter över havet och antalet invånare är 12 630.
Terrängen runt San Pedro Apatlaco är varierad. Runt San Pedro Apatlaco är det ganska tätbefolkat, med 222 invånare per kvadratkilometer. Närmaste större samhälle är Cuautla Morelos, 3,2 km nordost om San Pedro Apatlaco. Omgivningarna runt San Pedro Apatlaco är en mosaik av jordbruksmark och naturlig växtlighet.